# Pilocrocis deltalis
Pilocrocis deltalis là một loài bướm đêm trong họ Crambidae.